# بنفسج برناردي
بنفسج برناردي (الاسم العلمي: Viola bernardii) هو نوع هجين من النباتات يتبع جنس البنفسج من فصيلة البنفسجية.